# 빌랄 베나마
빌랄 베나마(프랑스어: Billal Bennama, 1998년 6월 14일~)는 프랑스의 권투 선수이다. 2024년 하계 올림픽에서 플라이급 은메달을 획득했으며 세계 선수권 대회에서 은메달 1개, 동메달 2개를 획득했다.

## 경력
1998년 오트가론주 블라냐크에서 알제리계 이민자의 아들로 태어났다. 그의 아버지 모하메드는 알제리 국가대표 권투 선수 출신 지도자로 블라냐크를 연고로 한 권투단인 블라냐크 BC의 관장으로 일했다.
아버지의 영향으로 4살 때 복싱을 시작했으며 2014년에 프랑스 주니어 국가대표로 발탁되었다.
2018년에 프랑스 선수권 대회에서 우승하면서 처음으로 성인 국가대표가 되었고 그 해에 열린 2018년 지중해 게임에 참가했다.